# Modo de produção asiático
O chamado modo de produção asiático, que teria iniciado por volta do ano 2500 a.C., na Idade Antiga (antiguidade), caracteriza os primeiros Estados surgidos no Mediterrâneo como na região da Mesopotâmia, o Antigo Egito, e a Pérsia. Por se tratar da forma mais geral de evolução da sociedade primitiva ou da sociedade civilizada sem classes sociais e econômicas para a sociedade europeizada dividida em classes sociais e econômicas, esse modo de produção estabeleceu-se em diversas regiões além dos reinos que existiriam na Europa Meridional no final da Antiguidade como na China antiga e na Índia antiga, mas também na África antiga e entre os maias, os astecas e os incas."
A agricultura, base da economia desses Estados, era praticada por comunidades de camponeses presos à terra, que não podiam abandonar seu local de trabalho e viviam submetidos a um regime de trabalho compulsório. Na verdade, esses camponeses (ou aldeões) tinham acesso à coletividade das terras de sua comunidade, ou seja, pelo fato de pertencerem a tal comunidade, eles tinham o direito e o dever de cultivar as terras desta. Acadêmicos como Karl August Wittfogel afirmam que isso gerou o comunismo muito embora este tipo de pensamento seja fruto dos tempos de ignorância da Guerra Fria.

## História
Em todas as comunidades deviam tributos e serviços ao Estado ao qual estavam submetidas, representado pelas figuras do imperador, rei ou faraó que se apropriavam do excedente agrícola (produção que supera o consumo imediato), distribuindo-o entre a nobreza, formada por sacerdotes e guerreiros. Lembrando que este "excedente" era, frequentemente, extorquido mais pelas necessidades da "nobreza" do que por realmente ser um excedente propriamente dito nas comunidades.
Servidão coletiva pode ser também (nessa ocasião que será citada, ou seja o Egito Antigo) um camponês, que trabalha para alguém da elite ou minoria social dominante, plantando nas terras que eram do faraó ou alguém da elite
Esse Estado todo-poderoso, onde os reis ou imperadores eram considerados verdadeiros deuses, intervinha diretamente no controle da produção. Nos períodos entre as safras, era comum o deslocamento de grandes levas de trabalhadores (servos e escravos) para a construção de imensas obras públicas, principalmente canais de irrigação e monumentos.
Esse tipo de poder, também denominado despotismo oriental, marcado pela formação de grandes comunidades agrícolas e pela apropriação dos excedentes de produção, caracteriza a passagem das sociedades sem classes das primitivas comunidades da pré-história (modo de produção primitivo) para as sociedades de classes. Nestas, predominam a servidão entre explorados e exploradores, embora a propriedade privada ainda fosse pouco difundida.
Guardadas as particularidades históricas, pode-se afirmar que os primeiros Estados surgidos no Oriente Próximo (egípcios, babilônios, assírios, fenícios, hebreus,[carece de fontes?] persas) também na América pré-colombiana nas sociedades incas e maias desenvolveram esse tipo de sociedade. Essas sociedades também podem ser consideradas sociedades hidráulicas, pois também dominaram técnicas de drenagem e utilização da força de rios para agricultura.
Por fim, a servidão coletiva era o modo de pagamento para o rei ou faraó pela utilização de suas terras. Outro aspecto que marca o modo de produção "asiático" é também a diferença social, onde sacerdotes, servos e reis possuem funções sociais diferentes.

## Características
Algumas características são comuns a todas as civilizações que adotaram o Modo de produção asiático, sendo elas:
- Teocracia: Os governantes eram representantes dos deuses, ou, como no caso egípcio, um próprio deus vivo;[3]
- O governante detinha a propriedade das terras, e apropriava-se do excedente de produção[3]
- Agricultura hidráulica como principal base econômica;
- Poder monárquico e centralizados;
- Em sua maioria, religiões politeístas[4];
- Servidão coletiva ao governante como modo de pagamento pelo uso das terras;[3]
- Sociedade hierarquizada.[3]